# Путкозеро
Пу́ткозеро (Пу́тко) — озеро в Медвежьегорском районе Республики Карелия России.

## Общие сведения
Площадь поверхности — 21,1 км², площадь водосборного бассейна — 160 км².
Расположено на Заонежском полуострове. Озеро узкое, вытянуто с северо-запада на юго-восток.
Котловина тектонического происхождения.
Берега высокие, скалистые, покрыты смешанным лесом. Небольшие острова расположены цепочками в северной части озера. На озере 16 островов общей площадью 0,38 км².
В южную часть озеро впадает река Путкозерка, вытекающая из Керацкого озера. Из средней части озера вытекает река Путка, связывающая с Онежским озером.
Также в Путкозеро впадают ручьи, вытекающие из Большого Хмельозера и Валгмозера.
Дно покрыто в основном илом, встречаются валуны и плотная рудная корка.
Высшая водная растительность представлена слабо.
В озере обитают ряпушка, плотва, сиг, щука, окунь, ёрш, налим и подкаменщик.
Озеро замерзает в ноябре, вскрывается ото льда в середине мая.
На северном берегу озера расположено село Шуньга. Озеро служит источником водоснабжения села Шуньга.